# Fossae lunari
Segue una lista delle fossae presenti sulla superficie della Luna. La nomenclatura lunare è regolata dall'Unione Astronomica Internazionale; la lista contiene solo formazioni esogeologiche che sono state ufficialmente riconosciute da tale istituzione.
Le fossae della Luna portavano i nomi di altre strutture superficiali poste nelle vicinanze. Attualmente sono state tutte abolite.

## Prospetto
| Fossa        | Eponimo                                                                                      | Latitudine | Longitudine | Diametro | Motivazione |
| ------------ | -------------------------------------------------------------------------------------------- | ---------- | ----------- | -------- | --- |
| Fossa Casals | Pau Casals - Musicista spagnolo (1876-1973).                                                 | 0° S       | 0° E        | 0 km     | Inizialmente ritenuto una caratteristica indipendente, successivamente venne riconosciuto in immagine di maggior dettaglio essere la già nota Rupes Cauchy. |
| Fossa Cauchy | Augustin-Louis Cauchy - Matematico francese (1789-1857). Derivato dal vicino cratere Cauchy. | 0° S       | 0° E        | 0 km     | Inizialmente ritenuto una caratteristica indipendente, successivamente venne riconosciuto in immagine di maggior dettaglio essere la già nota Rima Cauchy.  |